# Hermetismo (literatura)
El hermetismo fue uno de los más importantes movimientos poéticos y de crítica literaria provocada por italianos de la primera mitad del siglo XX; sus miembros más importantes fueron Giuseppe Ungaretti (1888-1970), los premios Nobel Eugenio Montale (1896-1981) y Salvatore Quasimodo (1901-1968), Dino Campana (1885-1932) y Mario Luzi (1914-2005).
Su denominación procede del ensayo La poesía hermética (1936) de Francesco Flora, en que este caracterizaba su voluntad de oscuridad y la utilización profusa de analogías que permitían burlar la censura del fascismo. Pocos años después, en 1938, Carlo Bo publicó un ensayo en su Frontespizio, Letteratura come vita, que contenía los fundamentos teórico-metodológicos de la poesía hermética. 
El nombre deriva de Hermes Trismegisto, figura legendaria entre los siglos II y III después de Cristo fundadora de una mística pagana inscrita en su Corpus hermeticum y supuestamente heredada de los jeroglíficos egipcios, pero también de Hermes, el dios griego de la magia, del ultramundo y de lo incierto. La poesía hermética deriva del simbolismo (Stephane Mallarmé en especial) y del decadentismo y experimentó el influjo de la poesía pura de Paul Valéry y del surrealismo europeo. Fue un fenómeno esencialmente florentino y su órgano oficial fue la revista Campo de Marte, dirigida por Alfonso Gatto y Vasco Pratolini. 
Aunque inicialmente el término Hermetismo nacía con intención crítica y polémica, lo cierto es que, al final acabó afirmándose para denotar una poesía alejada del gran público, destinada a pocos lectores y concebida, en parte, como una revelación. El hermetismo surgió en los años 20 y tomó fuerza como movimiento entre 1935 y 1940, no estando exenta su popularidad del hecho de que la oscuridad de su expresión le permitía, como se ha dicho, burlar la censura del partido fascista y exorcizar la estupidez del lenguaje triunfalista oficial, pues todos sus autores sienten la misma repugnancia, idéntica angustia, la misma inestabilidad ante un mundo demasiado glorificado y oficialmente optimista para ser verdadero. 
Para luchar contra ese lenguaje falso experimentan la necesidad de inventar uno nuevo que los libere. Lo buscaba, por ejemplo, Dino Campana en sus Canti orfici ("Cantos órficos", 1914). Poeta maldito, Campana se pierde en "la noche de feria de la pérfida Babel" y, efectivamente, se volvió loco. Ungaretti escribía también: "los viejos maestros parecen agotados y ya suenan a falsos... El poeta moderno recoge la palabra en situación de crisis, la hace sufrir con él, prueba su intensidad y la iza en la noche". Pero estas preocupaciones formales no estaban exentas del horror que les habían producido las dos guerras mundiales, el fascismo y la colaboración con Hítler. El helenista siciliano Salvatore Quasimodo, premio Nobel, se muestra como el ejemplo más acabado de evolución del movimiento: cultivó una poesía al principio aristocrática, perfeccionista, imitadora de los modelos de la lírica griega arcaica que tradujo, mero pasatiempo de intelectual y que, al ponerse en contacto con la vida a partir de 1946, se carga de indignación, para después convertirse en clara expresión de los valores que debían ser instaurados de nuevo en un mundo liberado de sus ponzoñas.
Quasimodo expuso en su obra Oboe sumergido (1932) las principales características formales de este modo de labrar poesía: el lenguaje evocador y oscuramente analógico a partir de la asociación de ideas por yuxtaposición, la utilización de sustantivos absolutos (sin usar el artículo), los plurales indeterminados y las imágenes oníricas. Con el hermetismo el texto se sale de lo cotidiano y deviene mensaje atemporal, en el que la literatura no se empeña en propósitos prácticos.
Los herméticos propugnaban una literatura como modelo de vida absoluta, más allá del tiempo, que fuera, así, revelación integral del ser humano. El distanciamiento de la realidad lleva a una poesía concebida como intuición, revelación comunicable solo mediante analogías. Los poetas herméticos como Giuseppe Ungaretti y Eugenio Montale buscaron la pureza original de la palabra, oponiéndose al énfasis retórico de Gabriele D'Annunzio y a la temática convencional de Giovanni Pascoli, continuando, en cambio, la experiencia simbolista francesa de Mallarmé y Valéry, buscando reasignar al mensaje poético una carga expresiva absoluta que lo alejara del aspecto meramente comunicativo del lenguaje para conseguir, así, una impresión sentimental directa. Buscaron hacer de la palabra en el poema un momento puro y absoluto en el cual culminaran las tensiones existenciales y cognoscitivas de cada uno con el sentido de la vida, no estando exentos de ello los valores religiosos más o menos acentuados.